# Lijst van nationale parken in Venezuela
Dit is een lijst van nationaal parken in Venezuela.
| Nationaal park                                                           | Stichtingsjaar | Oppervlakte (km²) | Foto |
| ------------------------------------------------------------------------ | -------------- | ----------------- | ---- |
| Nationaal park Henri Pittier                                             | 1939           | 14600             |      |
| Nationaal park Sierra Nevada                                             | 1952           | 2764,46           |      |
| Nationaal park Guatopo                                                   | 1958           | 1224,64           |      |
| Nationaal park El Ávila                                                  | 1958           | 851,92            |      |
| Nationaal park Yurubí                                                    | 1960           | 236,7             |      |
| Nationaal park Canaima                                                   | 1962           | 30000             |      |
| Nationaal park Yacambú                                                   | 1962           | 269,16            |      |
| Nationaal park Cueva de la Quebrada del Toro                             | 1969           | 48,85             |      |
| Nationaal park Los Roques                                                | 1972           | 2211,20           |      |
| Nationaal park Macarao                                                   | 1973           | 150               |      |
| Nationaal park Mochima                                                   | 1973           | 949,35            |      |
| Nationaal park Laguna de La Restinga                                     | 1974           | 188,62            |      |
| Nationaal park Médanos de Coro                                           | 1974           | 912,80            |      |
| Nationaal park Laguna de Tacarigua                                       | 1974           | 391               |      |
| Nationaal park Cerro El Copey                                            | 1974           | 71,3              |      |
| Nationaal park Aguaro-Guariquito                                         | 1974           | 5690              |      |
| Nationaal park Morrocoy                                                  | 1974           | 320,9             |      |
| Nationaal park Cueva del Guácharo                                        | 1975           | 627               |      |
| Nationaal park Terepaima                                                 | 1976           | 186,5             |      |
| Nationaal park Jaua-Sarisariñama                                         | 1978           | 3300              |      |
| Nationaal park Serranía de la Neblina                                    | 1978           | 13600             |      |
| Nationaal park Yapacana                                                  | 1978           | 3200              |      |
| Nationaal park Duida-Marahuaca                                           | 1978           | 3737,4            |      |
| Nationaal park Península de Paria                                        | 1978           | 375               |      |
| Nationaal park Sierra de Perijá                                          | 1978           | 2952,82           |      |
| Nationaal park El Tamá                                                   | 1978           | 1390              |      |
| Nationaal park San Esteban                                               | 1987           | 445               |      |
| Nationaal park Juan Crisóstomo Falcón (Sierra de San Luis)               | 1987           | 200               |      |
| Nationaal park Santos Luzardo                                            | 1988           | 5843,68           |      |
| Nationaal park Guaramacal (General Cruz Carrillo)                        | 1988           | 5843,68           |      |
| Nationaal park Dinira                                                    | 1988           | 453,28            |      |
| Nationaal park General Juan Pablo Peñaloza (Páramos Batallón y La Negra) | 1989           | 952               |      |
| Nationaal park Chorro El Indio                                           | 1989           | 170               |      |
| Nationaal park Sierra La Culata                                          | 1989           | 2004              |      |
| Nationaal park Cerro Saroche                                             | 1989           | 322,94            |      |
| Nationaal park Turuépano                                                 | 1991           | 726               |      |
| Nationaal park Mariusa (Delta del Orinoco)                               | 1991           | 3310              |      |
| Nationaal park Ciénagas del Catatumbo (Ciénagas de Juan Manuel)          | 1991           | 2261,3            |      |
| Nationaal park Parima Tapirapecó                                         | 1991           | 39000             |      |
| Nationaal park Río Viejo San Camilo                                      | 1992           | 800               |      |
| Nationaal park Tirgua (General Manuel Manrique)                          | 1992           | 910               |      |
| Nationaal park El Guache                                                 | 1993           | 125               |      |
| Nationaal park Tapo-Caparo                                               | 1993           | 2050              |      |